# Нуэво-Ларедо
Нуэво-Ларедо (исп. Nuevo Laredo) — город в Мексике, штат Тамаулипас, административный центр одноимённого муниципалитета. Численность населения, по данным переписи 2010 года, составила 373 725 человек.

## Название
Название Laredo с латинского языка можно перевести как место полное щебня, а с языка басков — красивые луга.

## Описание
Город обслуживает международный аэропорт Кецалькоатль. Нуэво-Ларедо образует единую городскую агломерацию с расположенным на другом берегу Рио-Гранде американским городом Ларедо; численность агломерации с пригородами по обе стороны границы — 1,17 млн человек. Здесь расположен крупнейший пограничный переход («внутренний порт») США, через который проходит 36 % мексиканского экспорта в США и 47 % экспорта США в Мексику.
Город также является перевалочным пунктом для многих мексиканцев и выходцев из Центральной Америки, пытающихся незаконно пересечь мексиканско-американскую границу.

## Фотографии

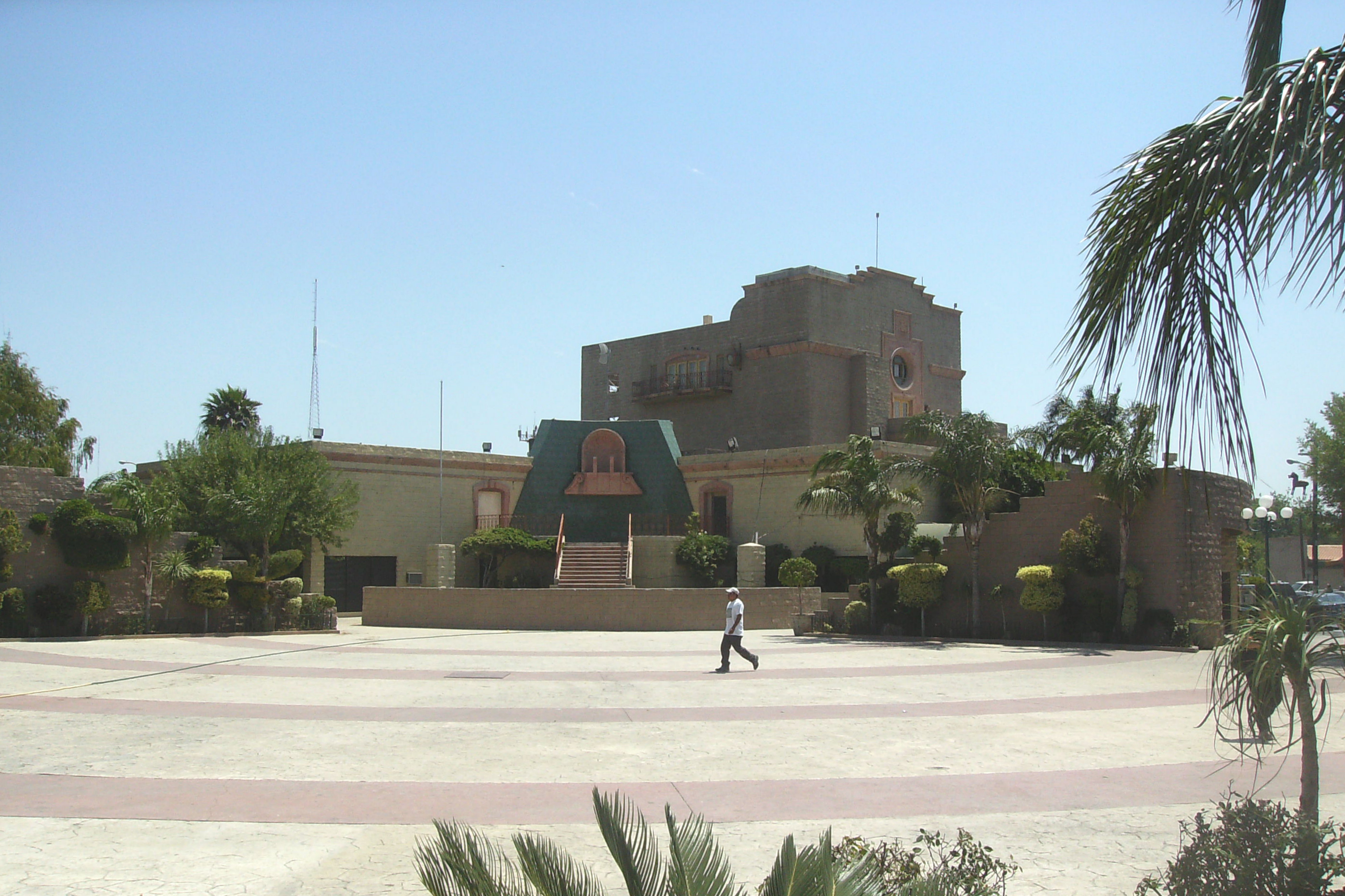
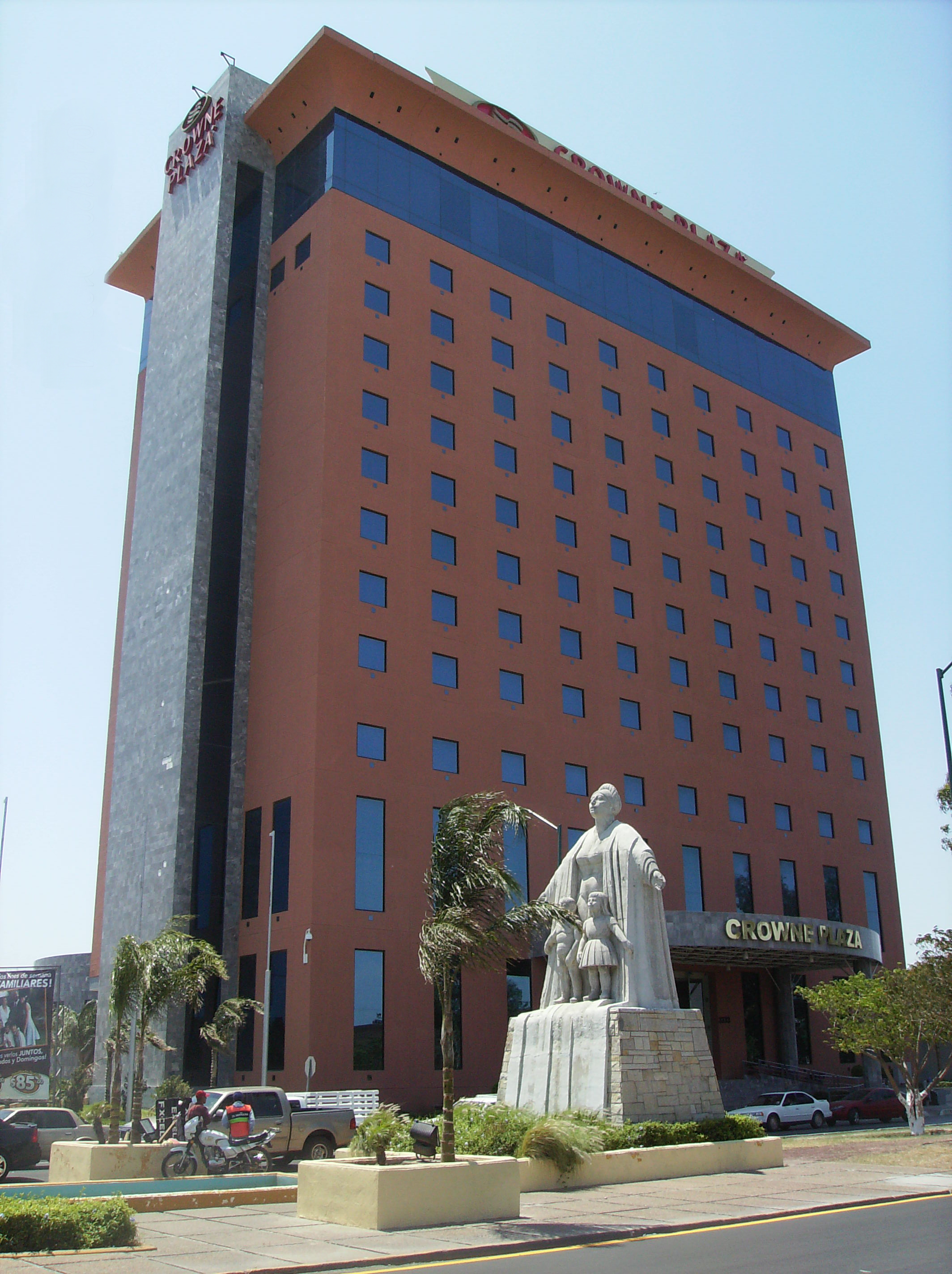
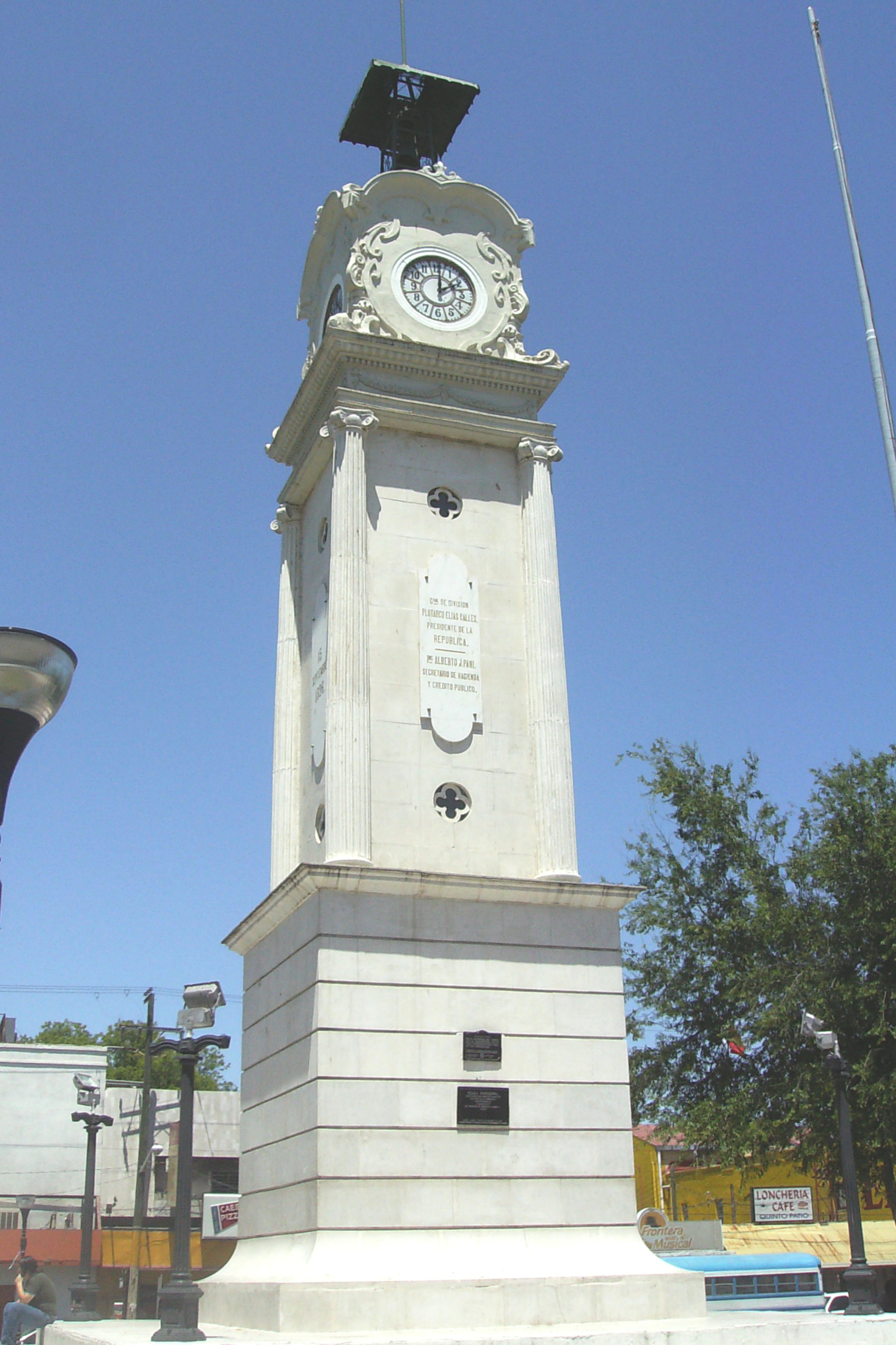